# Lomenďák
Rybník Lomenďák je rybník o rozloze vodní plochy 1,26 ha nalézající se na bezejmenném potoce, přítoku říčky Kněžmostka asi 0,5 km západně od centra obce Soleček, místní části města Kněžmost v okrese Mladá Boleslav. 
Rybník je využíván pro chov ryb. U rybníka se nalézají další dva rybníky – Brodek a Havránek.

## Galerie

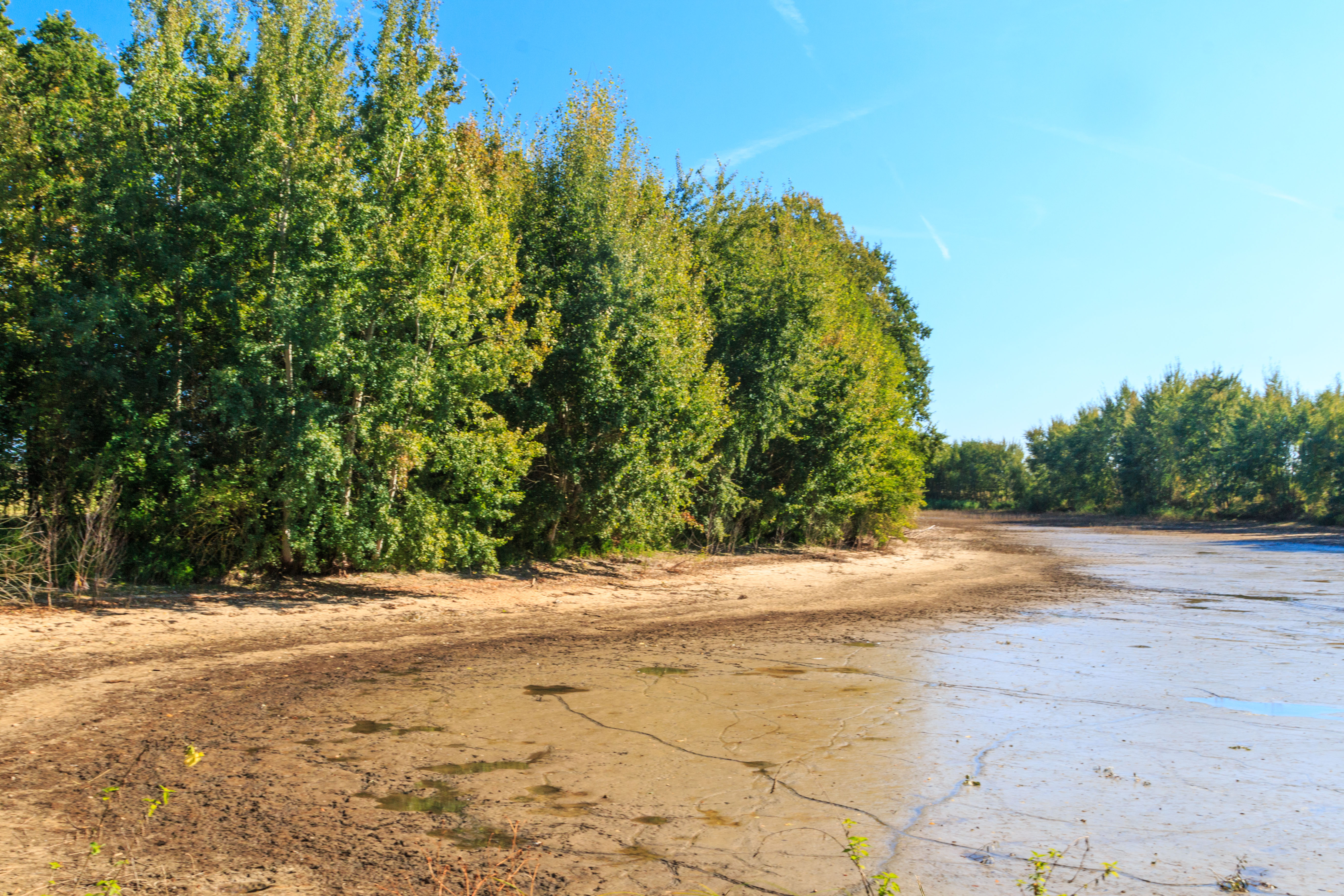
pohled na rybník Lomenďák